# Embaixadores Azulinos do Samba
O SOCULT Embaixadores Azulinos é uma escola de samba da cidade de Belém do Pará, no estado brasileiro do Pará. A agremiação é ligada à torcida do Clube do Remo e à comunidade da Organização de Base Comunitária da Sociedade Cultural do Pará.
No ano de 2015 a escola homenageou Paulo Caxiado, repórter esportivo paraense, muito popular entre torcedores do Remo e também do clube rival, o Paysandu.

## Segmentos

### Presidentes
| Período        | Presidente     | Ref. |
| -------------- | -------------- | ---- |
| 1989 a 1991    | Hermes Magalho |      |
| ? - atualidade | ?              |      |

### Presidentes de honra
| Período           | Presidente                     | Ref. |
| ----------------- | ------------------------------ | ---- |
| 1989 - atualidade | Luiz Otávio Cardoso dos Santos |      |

### Diretores
| Ano  | Diretor de Carnaval | Diretor geral de harmonia | Mestre de bateria | Ref. |
| ---- | ------------------- | ------------------------- | ----------------- | ---- |
| 1989 |                     |                           |                   |      |
| 2014 |                     |                           |                   |      |
| 2015 | Evandro Medeiros    | Luiz Otávio               | Alessandro (Medo) |      |

### Coreógrafo
| Ano  | Nome      | Ref. |
| ---- | --------- | ---- |
| 1989 |           |      |
| 2014 |           |      |
| 2015 | Alexandre |      |

### Casal de Mestre-sala e Porta-bandeira
| Ano  | Nome         | Ref. |
| ---- | ------------ | ---- |
| 1989 |              |      |
| 2014 |              |      |
| 2015 | Kisso e Luna |      |

### Corte de bateria
| Período | Rainha | Madrinha | Ref. |
| 1989    |        |          |      |
| 2014    |        |          |      |
| 2015    |        |          |      |

## Carnavais
| Ano  | Colocação | Grupo               | Enredo                                                           | Carnavalesco                                  | Ref.  |
| ---- | --------- | ------------------- | ---------------------------------------------------------------- | --------------------------------------------- | ----- |
| 1989 |           |                     |                                                                  |                                               |       |
| 1990 |           |                     |                                                                  |                                               |       |
| 1991 |           |                     |                                                                  |                                               |       |
| 2006 | 3º lugar  | 3                   | Pará, a obra prima da Amazônia.                                  | Arte Educadores da SOCULT e Adriano           | [ 1 ] |
| 2008 | Campeã    | 3                   | Socult é jubileu, é história... São 25 anos de glória.           | Arte Educadores da SOCULT                     | [ 1 ] |
| 2009 | 11º lugar | 2                   | Da Grécia ao Baenão, A Lenda do Leão!                            | Arte Educadores da SOCULT e Adriano Rodrigues | [ 4 ] |
| 2015 | 3º        | 2 (segunda divisão) | Paulo Caxiado: A voz que estremece a Amazônia e Enaltece o Leão! | Arte Educadores da SOCULT, Arthur, Jhimerson  | [ 3 ] |

## Título
- Campeã do Grupo-3 do carnaval de Belém: 2008